# 제2차 비르엘구비 전투
제2차 비르엘구비 전투(Second Battle of Bir el Gubi)는 1941년 12월 4일부터 12월 7일까지 제2차 세계 대전의 서부 사막 전역에서 일어난 전투로 크루세이더 작전의 일부로 진행되었다.